# Salman bin Sultan Al Saud

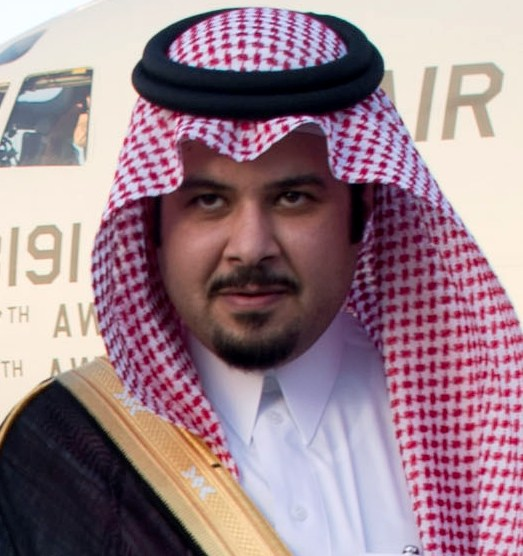
Salman bin Sultan (2013)

Prinz Salman bin Sultan bin Abdulaziz Al Saud (arabisch سلمان بن سلطان بن عبد العزيز آل سعود, DMG Salmān bin Sulṭan bin ʿAbd al-ʿAzīz Āl Saʿūd; * 2. Februar 1976) ist ein saudischer Prinz und Politiker. Er ist Gouverneur der Provinz Medina.

## Leben
Salman wurde als Sohn des verstorbenen Kronprinzen Sultan, der zu den Sudairi-Sieben gehörte und damit ein Vollbruder König Salmans war, geboren. Sein Großvater ist der Staatsgründer und erste König Saudi-Arabiens, Ibn Saud. Salman hält einen Bachelor in Militärwissenschaft vom King Abdulaziz Military College.
Im August 2013 wurde Salman zum stellvertretenden Verteidigungsminister Saudi-Arabiens ernannt und wurde damit Nachfolger seines Bruders Khalid in diesem Amt. Im Dezember 2023 wurde er zum Gouverneur der Provinz Medina ernannt und ersetzte damit seinen Cousin Faisal bin Salman Al Saud.

## Familie

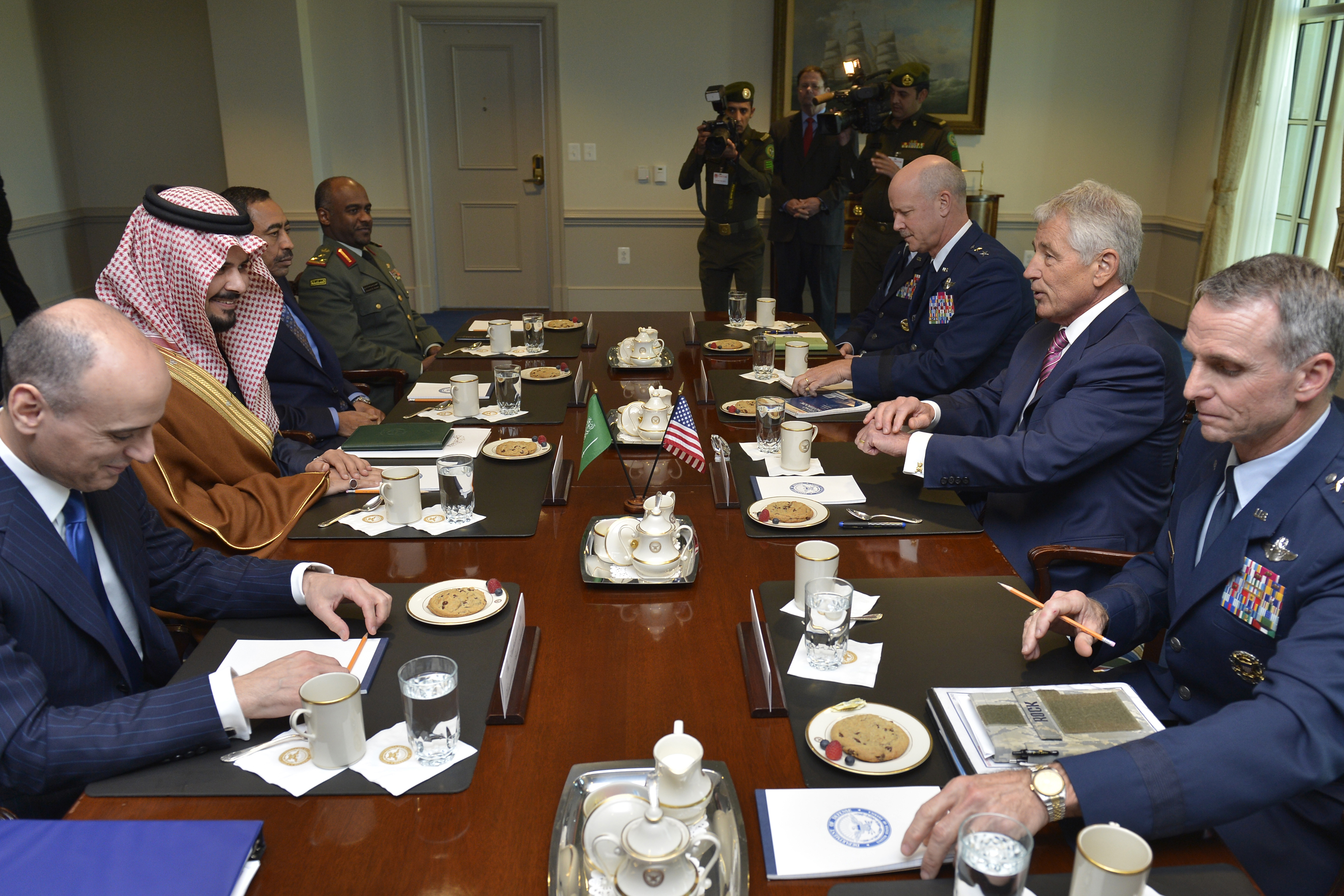
Salman bin Sultan, damals stellvertretender saudischer Verteidigungsminister, bei einem Treffen mit US-Verteidigungsminister Chuck Hagel im Pentagon (2014)

Salman ist mit seiner Cousine Falwa bint Ahmed, einer Tochter seines Onkels Ahmed, verheiratet. Seine Tochter Sita heiratete im Mai 2025 Faisal bin Bandar bin Khalid, einen Enkel von Khalid bin Faisal.

## Vermögen
Salman besitzt ein Unternehmen auf den Britischen Jungferninseln, dem ein Grundstück im prestigereichen Londoner Stadtteil Belgravia gehört. Das Unternehmen beanspruchte 2021 während Covid-19-Pandemie durch das Coronavirus Job Retention Scheme 10.000 britische Pfund Unterstützung.